# Galliano (groupe)
Pour les articles homonymes, voir Galliano.
Galliano est un groupe britannique d'acid jazz formé en 1988. Galliano a rencontré son plus grand succès en 1994 avec l'album The Plot Thickens qui a atteint la 7e place des charts albums au Royaume-Uni.

## Enregistrements

### Albums
- In Pursuit of the 13th Note - 1991 - Talkin' Loud
- A Joyful Noise Unto The Creator - 1992 - Talkin' Loud UK #28)
- The Plot Thickens - 1994 - Talkin' Loud (UK #7)
- 4 - 1996 - Mercury Records
- 2024 : Halfway Somewhere[2]

### Compilations
- What Colour Our Flag - 1994 - Talkin' Loud
- Thicker Plot (remixes 93-94) - 1994 - Talkin' Loud
- Live at Liquid Rooms (Tokyo) - 1997 - Talkin' Loud (Mercury Records)[3]

### Singles
| Année                                                         | Single                                                    | Peak positions | Peak positions | Album                           |
| Année                                                         | Single                                                    | UK             | NED            | Album                           |
| ------------------------------------------------------------- | --------------------------------------------------------- | -------------- | -------------- | ------------------------------- |
| 1988                                                          | "Frederic Lies Still"                                     | —              | —              | singles only                    |
| 1989                                                          | "Let The Good Times Roll" (The Quiet Boys feat. Galliano) | —              | —              | singles only                    |
| 1990                                                          | "Welcome To The Story"                                    | —              | —              | In Pursuit Of The 13th Note     |
| 1991                                                          | "Nothing Has Changed"                                     | 88             | 78             | In Pursuit Of The 13th Note     |
| 1991                                                          | "Power And Glory"                                         | —              | —              | In Pursuit Of The 13th Note     |
| 1991                                                          | "Jus' Reach"                                              | —              | —              | A Joyful Noise Unto The Creator |
| 1992                                                          | "Skunk Funk"                                              | 41             | —              | A Joyful Noise Unto The Creator |
| 1992                                                          | "Prince Of Peace"                                         | 47             | 74             | A Joyful Noise Unto The Creator |
| 1992                                                          | "Jus' Reach Recycled"                                     | 66             | —              | A Joyful Noise Unto The Creator |
| 1994                                                          | "Long Time Gone"                                          | 15             | —              | The Plot Thickens               |
| 1994                                                          | "Twyford Down"                                            | 37             | —              | The Plot Thickens               |
| 1996                                                          | "Ease Your Mind"                                          | 45             | —              | :4                              |
| 1996                                                          | "Roofing Tiles"                                           | 81             | —              | :4                              |
| "—" denotes releases that did not chart or were not released. |                                                           |                |                |                                 |